# Ike Iroegbu
Ikenna Ugochukwu „Ike“ Iroegbu (* 14. März 1995 in Sacramento, Kalifornien) ist ein US-amerikanischer Basketballspieler mit nigerianischen Wurzeln.

## Karriere
Iroegbu, dessen Eltern aus Nigeria in die USA auswanderten, wuchs als zweiter von drei Söhnen auf. Er begann das Basketballspielen auf seiner High School in seinem Heimatort Elk Grove, wo er der erste Freshman wurde, der im Auswahlteam spielt. Nach zwei Jahren wurde er auf die Oak Hill Academy transferiert, die auch bereits von NBA-Star Kevin Durant besucht wurde. Mit den Warriors wurde Iroegbu 2012 nationaler Meister. Nach Abschluss seiner High-School-Ausbildung wechselte er an die Washington State University. Dort spielte er jedes Spiel seiner Mannschaft und belegte am Ende seiner College-Zeit den 13. Platz für die meisten Assists (263) und den 18. Platz für die meisten Assists pro Spiel (2.828) in der internen Cougars Rangliste.
Beim NBA-Draft 2017 wurde er nicht gewählt. Er spielte 2017 ein Spiel für die Los Angeles Clippers und spielte danach eine Saison für ihr G-League-Team, die Agua Caliente Clippers. Im August 2018 wurde der Wechsel Iroegbus zu Science City Jena in die Basketball-Bundesliga bekannt gegeben, nachdem sein Agent den Wechsel bereits im Juli verkündete. Nach zehn Niederlagen am Stück entschieden sich Verein und Iroegbu im Februar 2019 für eine Vertragsauflösung. Er wechselte daraufhin in die litauische Liga (LKL) zu Lietkabelis Panevėžys. Mit seiner Mannschaft erreichte er den dritten Platz im Pokal sowie den vierten Platz in der LKL. Nach Saisonende wurde bekannt, dass er zurück in die G-League wechseln werde. Er wurde von den Agua Caliente Clippers, denen er als returning player automatisch zugeordnet war, an Capital City Go-Go getauscht. Im Dezember 2020 unterschrieb Iroegbu einen Probevertrag beim Bundesligisten Rasta Vechta, der im Januar 2021 jedoch nicht verlängert wurde. Er stand in vier Partien für die Niedersachsen auf dem Platz. Im März schloss er sich Rouen Métropole Basket in der zweithöchsten französischen Spielklasse LNB ProB an.

## Nationalmannschaft
Iroegbu wurde zum ersten Mal 2017 in das Team der D'Tigers berufen. Er kam in allen sechs Partien der AfroBasket zum Einsatz und belegte mit der Mannschaft den zweiten Platz. Er wurde nach dem Turnier zusammen mit seinem Teamkollegen Ike Diogu ins All-Tournament-Team berufen. Er wurde in den endgültigen Kader für die Weltmeisterschaft 2019 berufen. Er kam in allen fünf Spielen seiner Mannschaft, die am Ende den 17. Platz belegte, zum Einsatz.

## Statistiken

### Saisonstatistiken
| Saison  | Team                   | Liga     | GP | GS | MPG  | PPG  | 2P % | 3P % | FG % | FT % | RPG | APG | SPG | BPG |
| ------- | ---------------------- | -------- | -- | -- | ---- | ---- | ---- | ---- | ---- | ---- | --- | --- | --- | --- |
| 2017/18 | Agua Caliente Clippers | G-League | 50 | 14 | 24.7 | 12.2 | 45.3 | 26.6 | 41.3 | 70.5 | 4.1 | 3.9 | 0.8 | 0.1 |
| 2018/19 | Science City Jena      | BBL      | 10 | 1  | 17.5 | 11.1 | 51.4 | 15.0 | 43.3 | 76.9 | 3.0 | 2.3 | 0.5 | 0.0 |

### Nationalmannschaft
| Jahr | Wettbewerb        | GP | MPG  | PPG  | 2P % | 3P % | FG % | FT % | RPG | APG | SPG | BPG |
| ---- | ----------------- | -- | ---- | ---- | ---- | ---- | ---- | ---- | --- | --- | --- | --- |
| 2017 | AfroBasket        | 6  | 30.3 | 14.8 | 50.0 | 20.8 | 40.3 | 74.3 | 4.5 | 5.0 | 0.8 | 0.0 |
| 2019 | Weltmeisterschaft | 5  | 21.2 | 8.2  | 43.5 | 26.7 | 36.8 | 81.8 | 2.2 | 2.8 | 0.8 | 0.0 |

## Erfolge

### Nationalmannschaft
- AfroBasket-Silbermedaille: 2017

### Auszeichnungen
- AfroBasket All-Tournament-Team: 2017